# Число розв'язування

Трилисник розв'язується шляхом перемикання одного моста.

Число розв'язування в теорії вузлів — один з важливих інваріантів вузла, найменше число перемикання мостів, тобто число переходів крізь себе, після чого вузол розв'язується.

## Числа розв'язування деяких вузлів
Будь-який складений вузол має число розв'язування щонайменше 2, а тому будь-який вузол з числом розв'язування 1 є простим. У таблиці наведено перші декілька вузлів та їхні числа розв'язування:

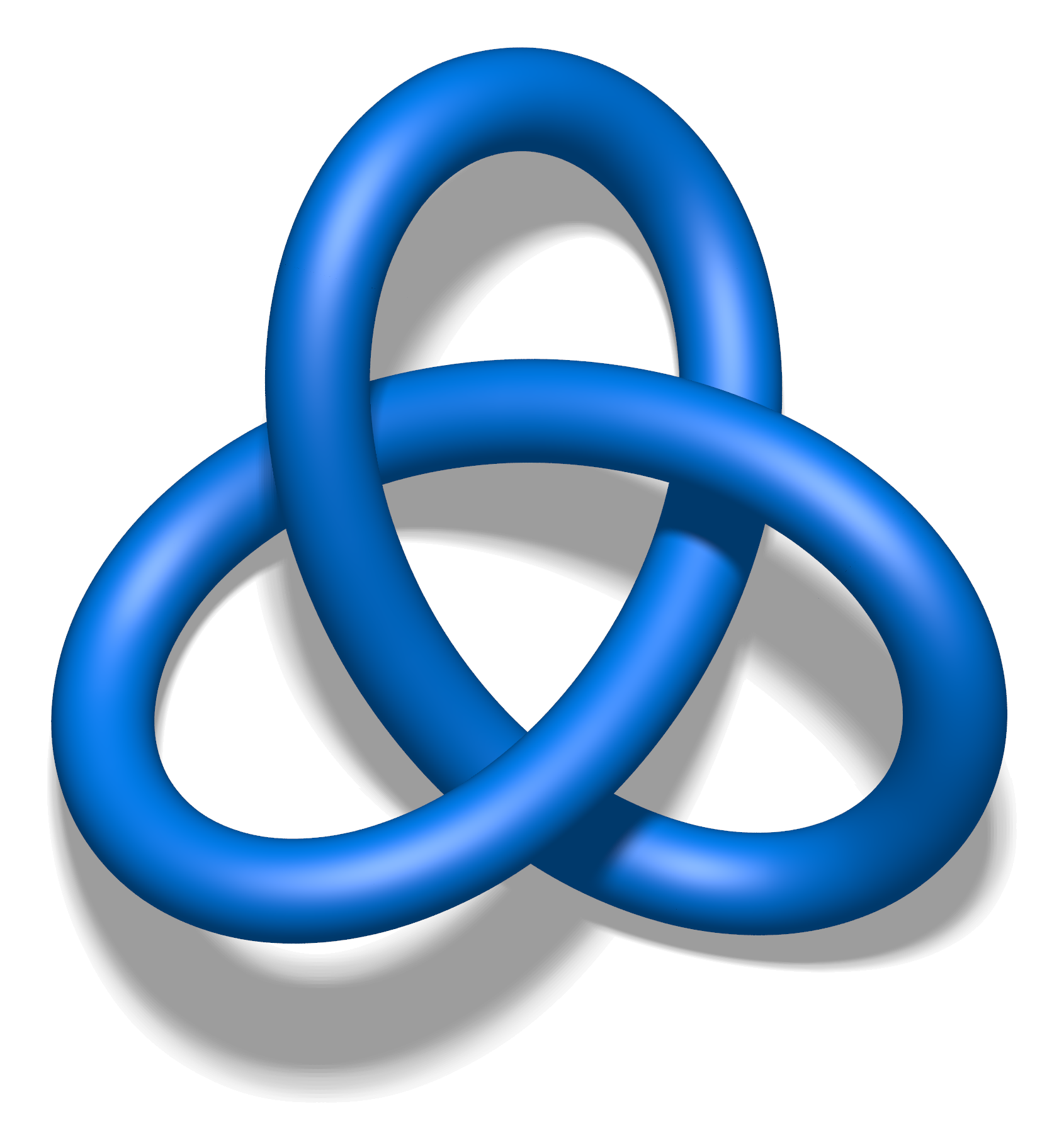
Трилисник число розв'язування = 1
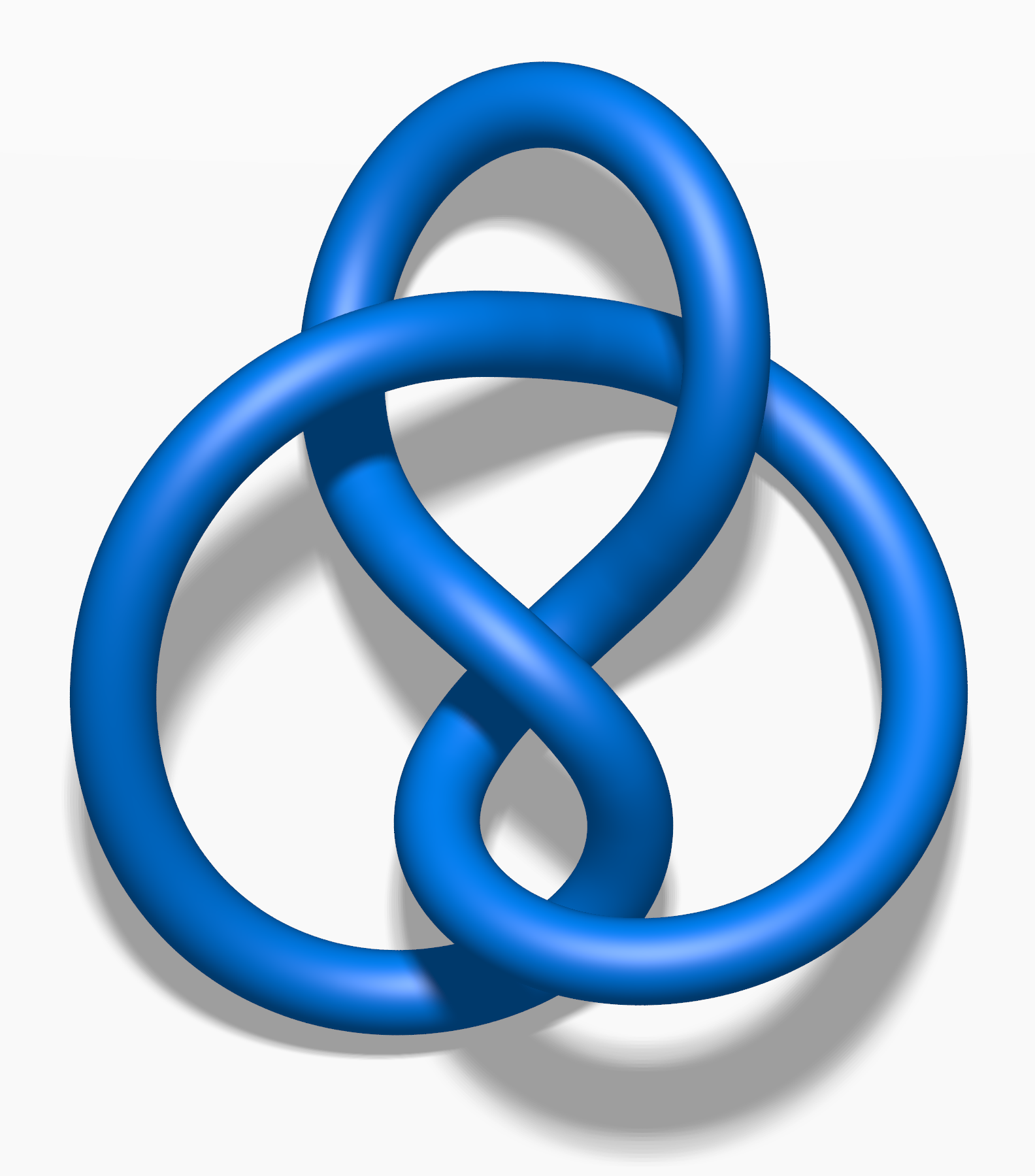
Вісімка число розв'язування = 1
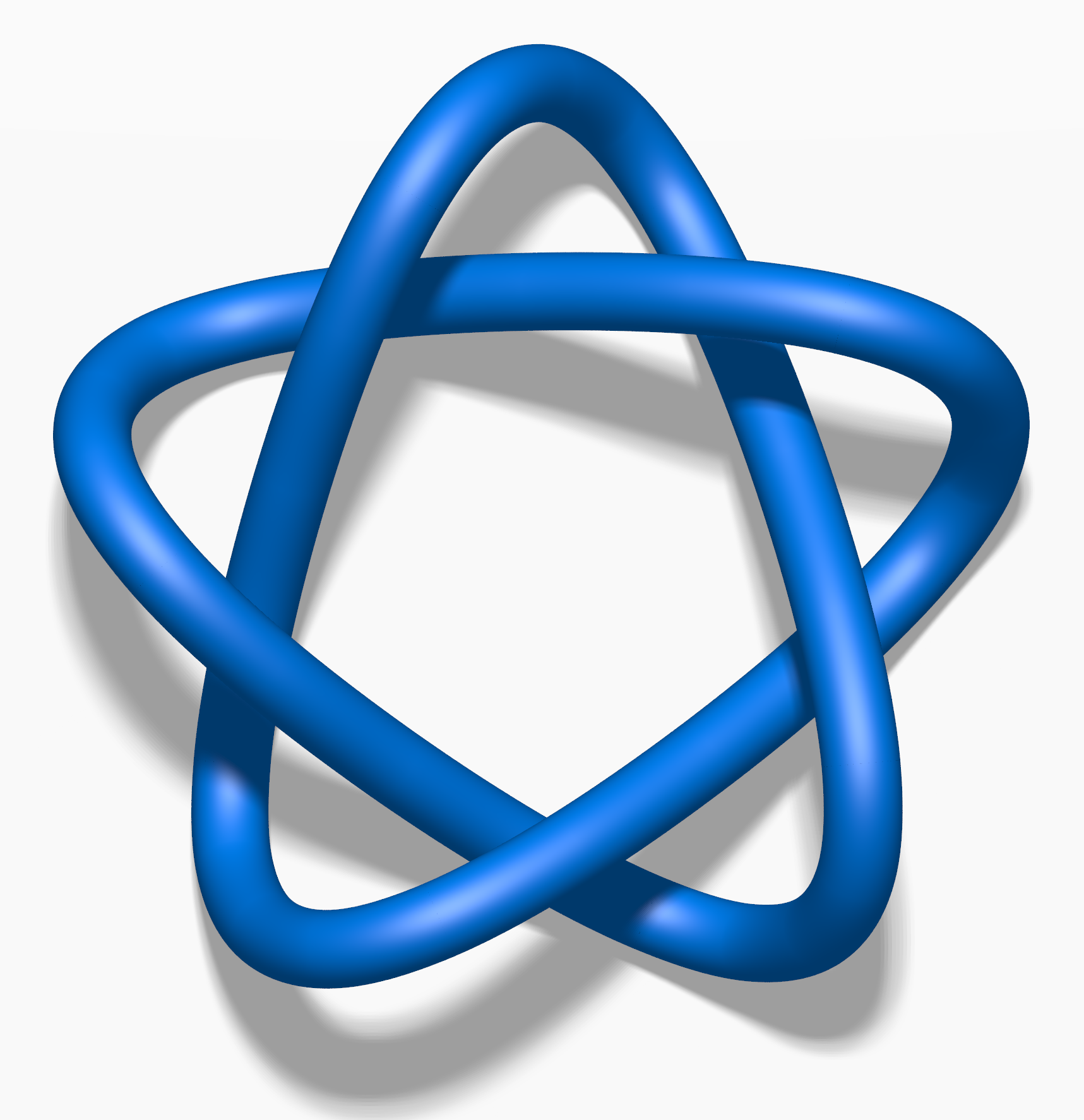
Перстач число розв'язування = 2
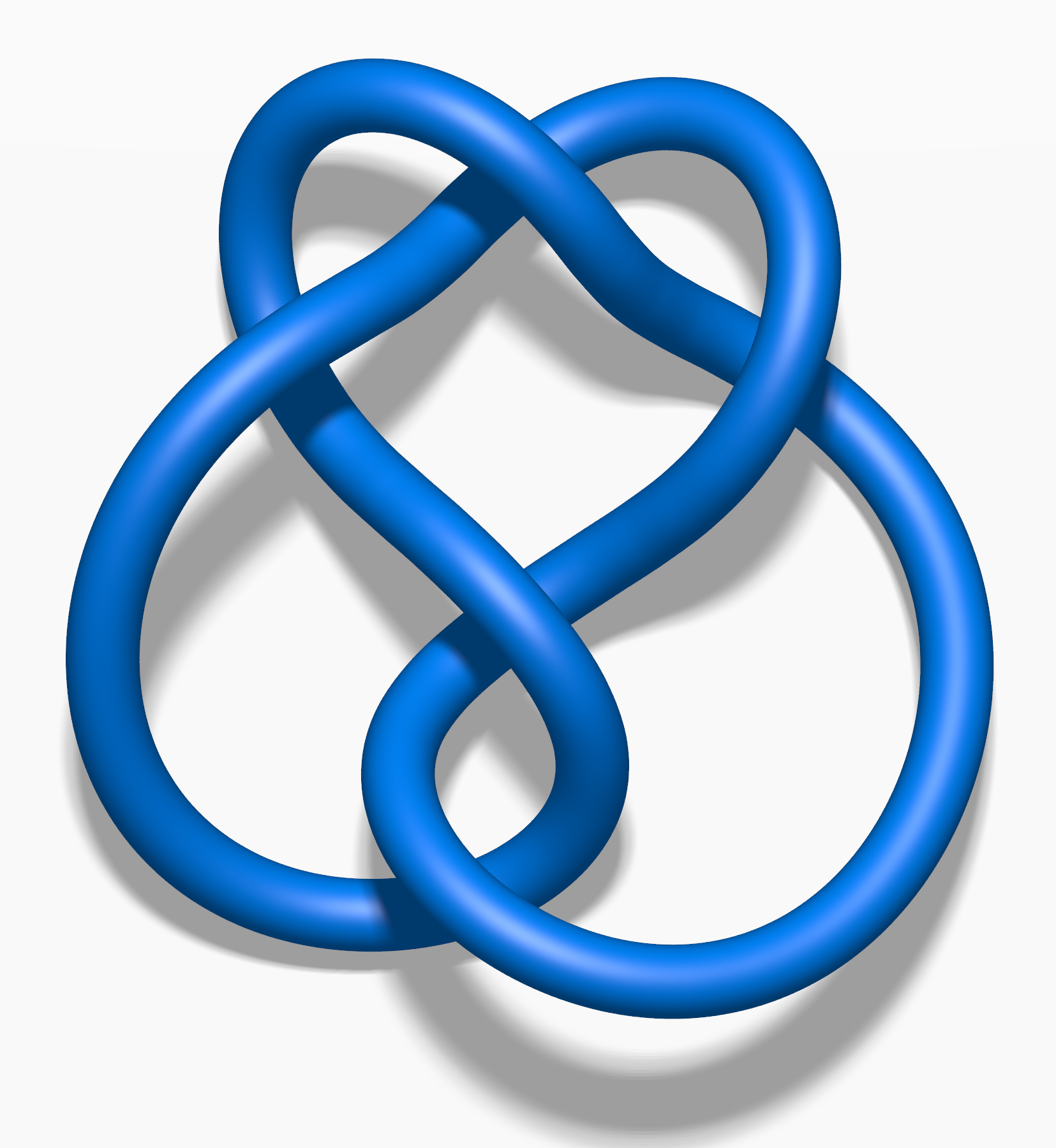
Вузол на три півоберти число розв'язування = 1
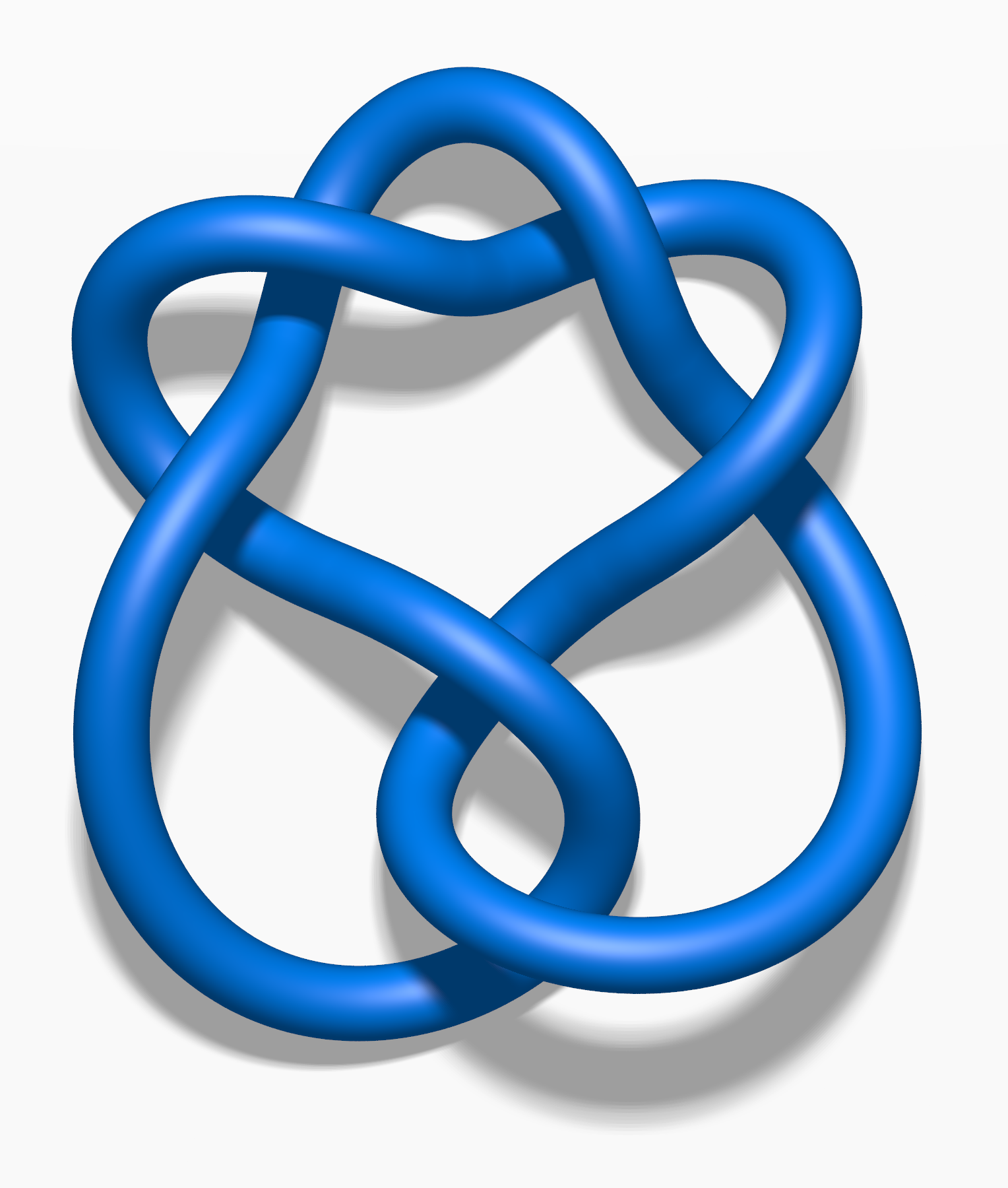
Стивідорний вузол число розв'язування = 1
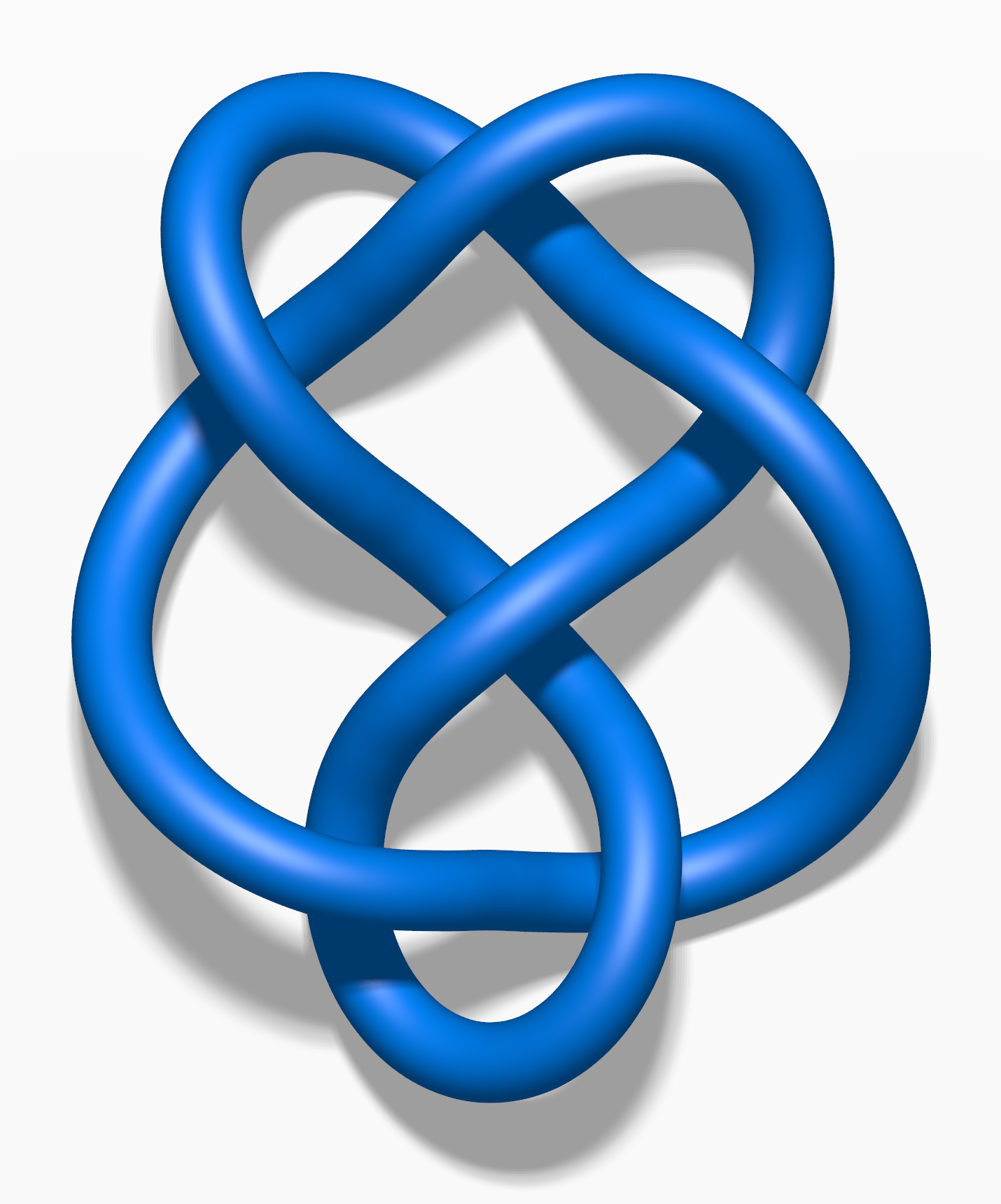
6₂[en] число розв'язування = 1
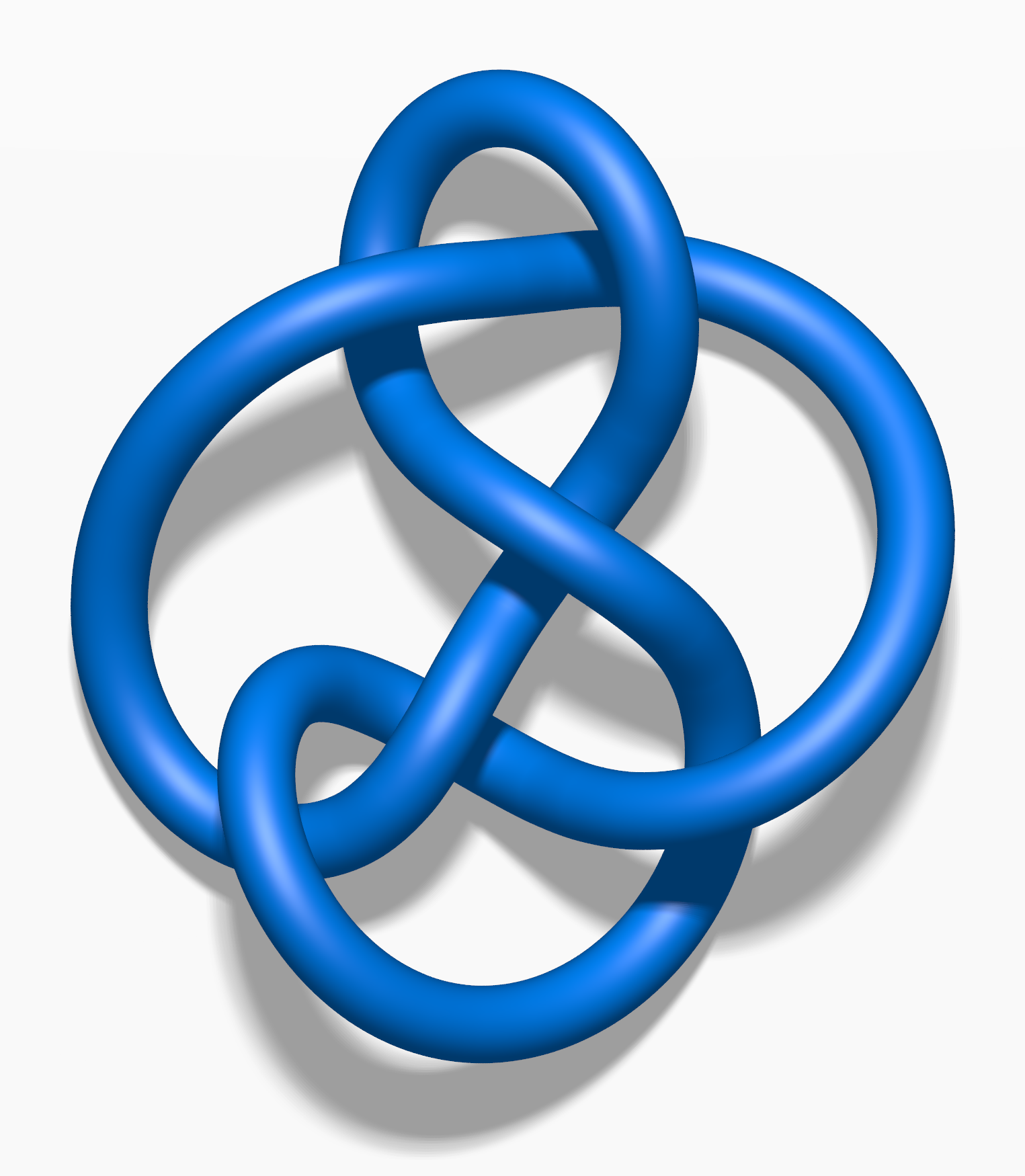
6₃[en] число розв'язування = 1
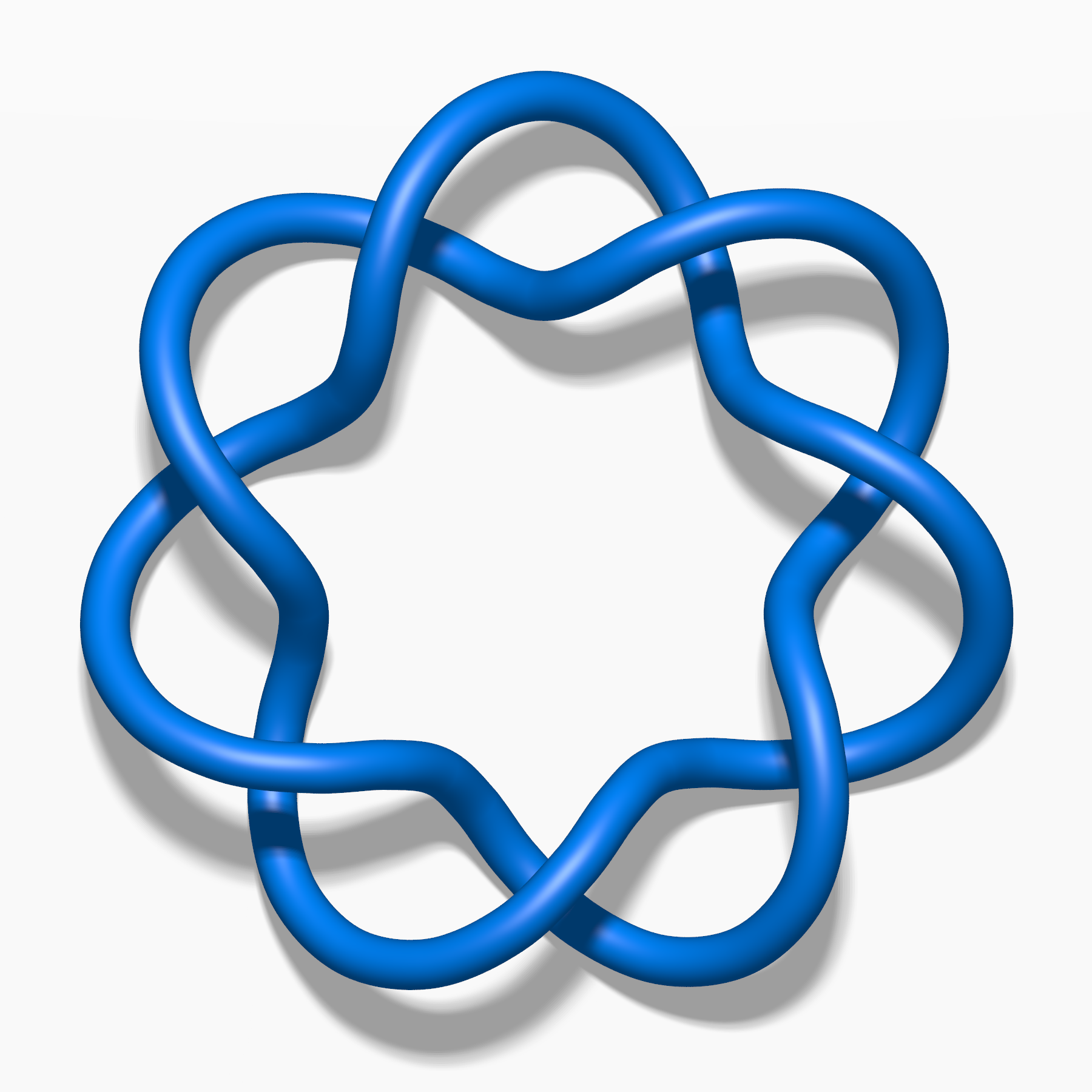
7₁ число розв'язування = 3

## Властивості
Якщо вузол має число розв'язування {\displaystyle n}, існує діаграма вузла, яку можна звести до тривіального вузла перемиканням {\displaystyle n} перетинів. Число розв'язування вузла завжди менше від половини його числа перетинів.
У загальному випадку досить складно визначити число розв'язування заданого вузла. Випадки, для яких число розв'язування відоме:
- Число розв'язування нетривіального скрученого вузла завжди дорівнює 1.
- Число розв'язування {\displaystyle (p,q)}-торичного вузла дорівнює {\displaystyle (p-1)(q-1)/2}.
- Числа розв'язування простих вузлів з числом перетинів дев'ять і менше відомі[3] (число розв'язування простого вузла 1011 невідоме).

## Інші числові інваріанти вузлів
- Число перетинів
- Число мостів
- Коефіцієнт зачеплення
- Число відрізків